# Zaginiony (gra)
Zaginiony – obecnie największa gra paragrafowa grozy w historii polskiej literatury. Jej autorem jest Beniamin Muszyński.

## Fabuła
Akcja gry dzieje się w latach '60 XX wieku w USA. Czytelnik wciela się w postać Afroamerykanina Jordana Allana, który poszukując niedoszłego zięcia, trafia do pewnego portowego miasteczka. Szybko okazuje się, że to opisywane przez H.P. Lovecrafta w latach '30 XX wieku Innsmouth, w którym nie udało się w pełni wyplenić kultu Dagona.